# Pustułka pęcherzykowata

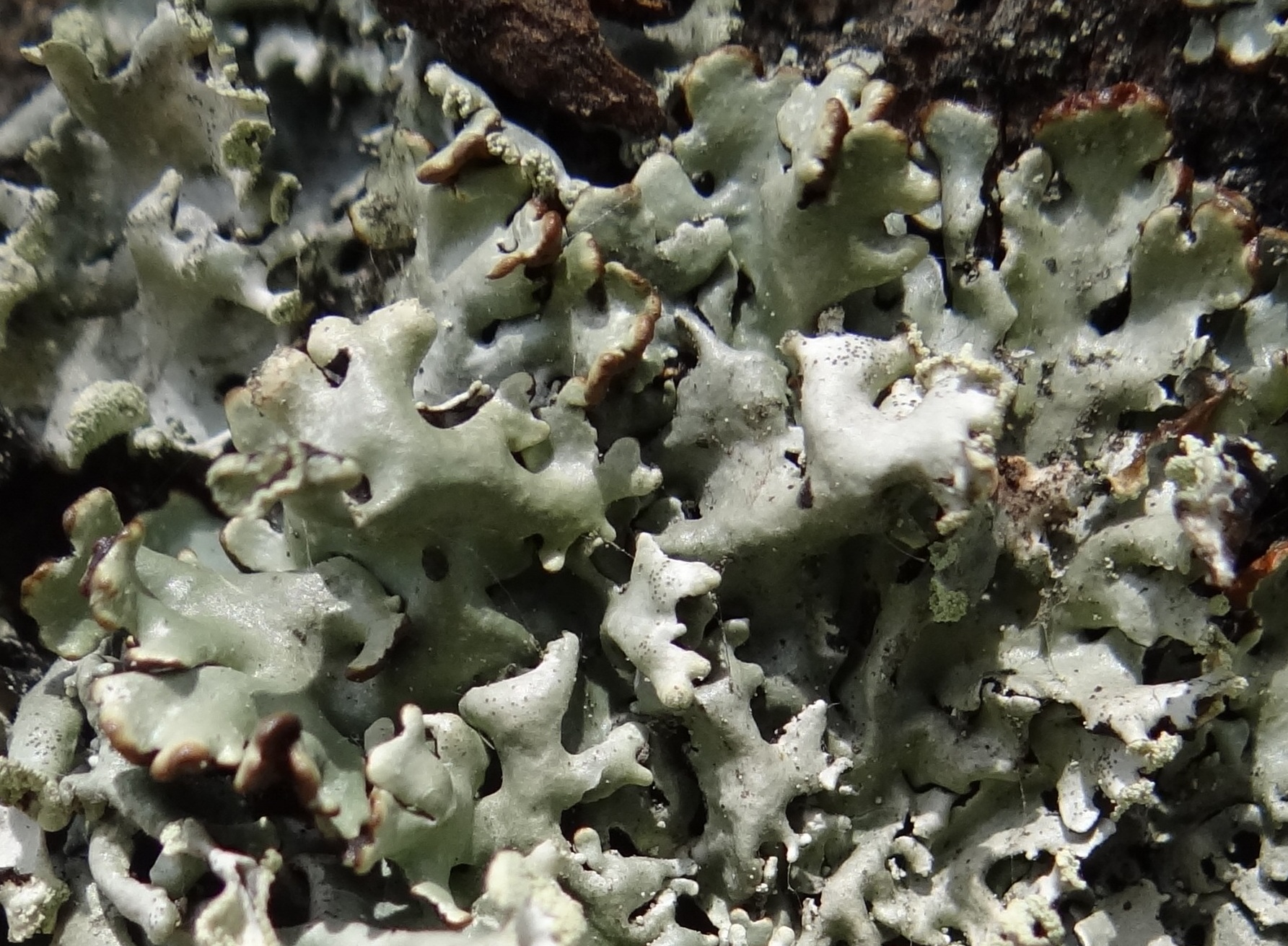
Zakończenia plechy z soraliami i pyknidiami

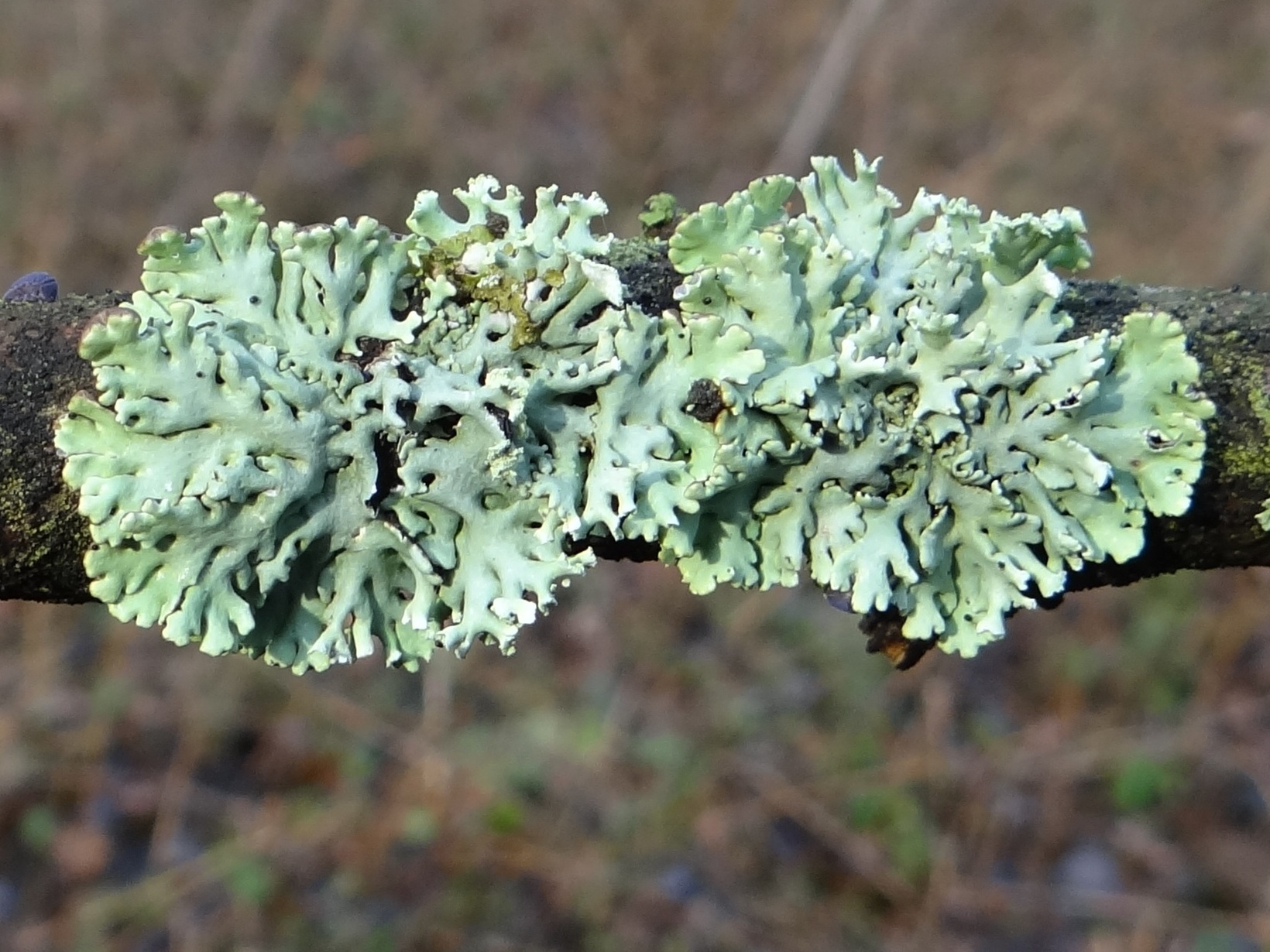

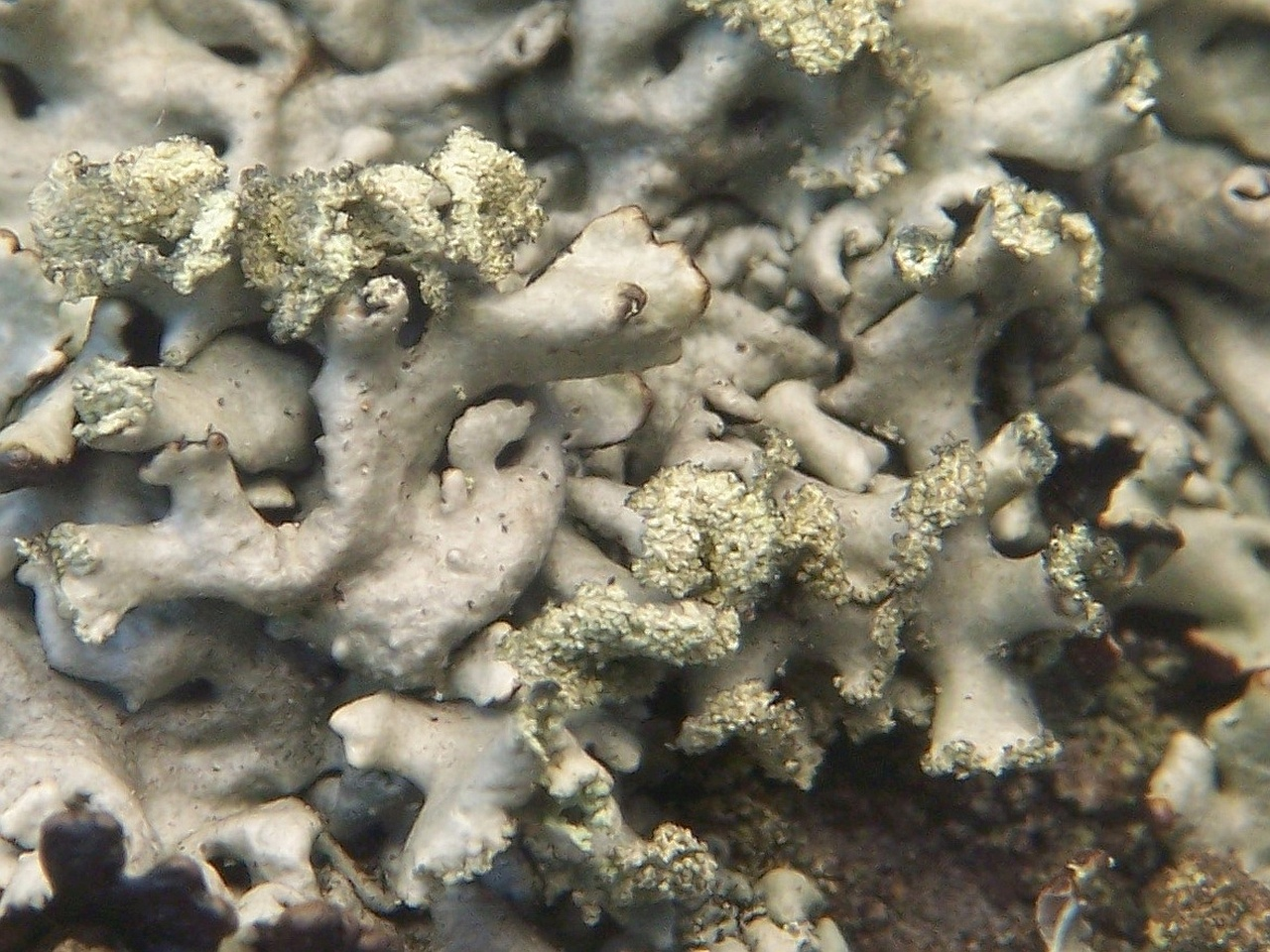

Pustułka pęcherzykowata (Hypogymnia physodes (L.) Nyl.) – gatunek grzybów należący do rodziny tarczownicowatych (Parmeliaceae). Ze względu na współżycie z glonami zaliczany jest do porostów.

## Systematyka i nazewnictwo
Pozycja w klasyfikacji według Index Fungorum: Parmeliaceae, Lecanorales, Lecanoromycetidae, Lecanoromycetes, Pezizomycotina, Ascomycota, Fungi.
Po raz pierwszy takson ten zdiagnozował w roku 1753 Karol Linneusz, nadając mu nazwę Lichen physodes. Obecną, uznaną przez Index Fungorum nazwę nadał mu w roku 1896 William Nylander, przenosząc go do rodzaju Hypogymnia.
Niektóre synonimy naukowe:

- Ceratophyllum physodes (L.) M. Choisy 1951
- Imbricaria physodes (L.) DC. 1805
- Lichen physodes L. 1753
- Lobaria physodes (L.) Hoffm. 1908
- Parmelia physodes (L.) Ach. 1803
- Parmelia platyphylla (Ach.) Röhl. 1813
- Physcia physodes (L.) Frege 1812[3].

Nazwa polska według Krytycznej listy porostów i grzybów naporostowych Polski.

## Morfologia
Tworzy listkowatą, rozetkowatą lub nieregularną i głęboko wcinaną plechę heteromeryczną o średnicy 2–6 cm. Plecha na górnej stronie ma barwę szarą lub szarozieloną i jest luźno przyczepiona do podłoża. Dolna strona plechy jest w środku czarna, na brzegach brunatna. Chwytników brak. Kora występuje zarówno na górnej, jak i dolnej stronie. Plecha kilkakrotnie dzieli się na nieregularne odcinki o długości 1–2 cm, które zachodzą na siebie, lub stykają się brzegami. Białe lub białozielonawe urwistki powstają na odwiniętej ku górze części kory górnej, wargowate soralia znajdują się na granicy kory górnej i dolnej. Reakcje barwne: kora K + żółty, K –, KC –, P + jasnożółty, rdzeń KC + pomarańczowoczerwony, P + pomarańczowoczerwony, K –, C–.
Plecha zawiera glony protokokkoidalne. Apotecja lekanorowe mają średnicę 2–8 mm, ale powstają bardzo rzadko. Wyrastają na krótkich, lejkowatych trzoneczkach lub półtrzoneczkach. Mają brązowe tarczki i trwały, cienki brzeżek plechowy. W workach jest po 8 zarodników askospor, są one jednokomórkowe, bezbarwne, elipsoidalne i mają rozmiary 5,5-5,8 × 4–5 μm Pyknidia występują rzadko. Powstające w nich pyknokonidia mają kształt pręcika i rozmiary 5,5-5,8 × 4–5 μm.

## Metabolity wtórne
Kora górna zawiera atranorin i chloroatranorin, rdzeń kwas physodiowy i niewielkie ilości kwasu metylphysodiowego i kwasu trójhydroxyphysodiowego, physodaliowego i protocetrariowego.

## Występowanie i siedlisko
Jest szeroko rozprzestrzeniona na okołobiegunowych obszarach półkuli północnej, ale występuje również na obszarach o ciepłym klimacie, zanotowano jej występowanie również w Republice Południowej Afryki oraz na kilku wyspach na półkuli południowej. W Polsce jest bardzo pospolita.
Siedliskiem pustułki pęcherzykowatej jest głównie kora drzew iglastych i liściastych. Czasami występuje na drewnie, słomianych dachach, wyjątkowo można ją spotkać na ziemi i podłożu skalnym.
Jest to najczęściej wykorzystywany gatunek w lichenoindykacji. Należy do IV grupy w skali porostowej.